# Rousserolle des Seychelles
Genre
Statut de conservation UICN

 NT B1a+2a : Quasi menacé
La Rousserolle des Seychelles (Acrocephalus sechellensis) ou fauvette des Seychelles, est une espèce de passereaux de la famille des Acrocephalidae.